# Sungai Raya
Sungai Raya – rzeka na wyspie Pulau Selirong w mukime Labu w dystrykcie Temburong w Brunei. Na południu łączy się z Sungai Palu Palu. Na północy uchodzi do Zatoki Brunei, będącej częścią Morza Południowochińskiego.
Brzegi porośnięte lasem mangrowym złożonym z różnych gatunków namorzyn z przewagą przedstawicieli Rhizophora. Rejon ten objęty jest ochroną w ramach Pulau Selirong Forest Recreation Park.